# Sappho Leontias
Sappho Leontias, född 1832, död 1900, var en cypriotisk feminist. Hon betraktas som en av feminismens pionjärer på Cypern. 
Hon föddes i Nicosia på Cypern. Hon fick en god utbildning i Istanbul. Hon var verksam som rektor på flera flickskolor på de grekiska öarna. Hon grundade 1854 en flickskola i Samos, var rektor för en flickskolan Agia Foteini i Smyrna 1863–1875 och 1887–1891. 
Hon var välkänd som en förebild för en utbildad kvinna i Grekland. Hon förespråkade kvinnors rätt till utbildning för att höja deras status i det grekiska samhället, både i skrifter och föreläsningar. 
Hon utgav den litterära tidskriften Euridice, som publicerade kvinnors verk i vanlig grekiska snarare än i den då klassiska grekiska katharevousa, som den litterära världen då ännu föredrog men som inte förstods av de flesta greker. Hon deltog i den då viktiga debatten om en språkreform och lärde ut de grekiska klassikerna på modern grekiska i sina skolor. Hon översatte Aeschylus till modern grekiska och Racines Esther från franska. Hon skrev flera verk om utbildning. 